# Theo Francken
Theo Francken (Lubbeek, Brabante Flamenco; 7 de febrero de 1978) es un político de belga flamenco, que ha sido miembro de la Cámara de Representantes de Bélgica (2010-2012) y secretario de Estado de Asilo e Inmigración del Gobierno federal de Bélgica desde 2014. Es miembro de la Nueva Alianza Flamenca (N-VA) y ha sido Alcalde de Lubbeek entre 2012 y 2014.

## Biografía
Estudió pedagogía en KU Leuven. Desde 2004 formó parte del gabinete del ministro flamenco Geert Bourgeois como asesor político en educación, trabajo y deporte; y luego como Subdirector de Gabinete para la Integración. Fue elegido para la Cámara de Representantes el 13 de junio de 2010. En octubre de 2014 fue nombrado secretario de Estado de Asilo e Inmigración. Previamente, el 14 de octubre de 2012 había sido elegido como alcalde de su ciudad natal, ganado con su partido N-VA, por primera vez. Dejó el cargo al asumir en el gobierno federal.

## Controversias
En noviembre de 2011 cuestionó en redes sociales el aporte de las inmigraciones marroquí, argelina y congoleña.
En octubre de 2014, varios partidos políticos exigieron su renuncia después de que estuviera presentes en el cumpleaños de Bob Maes, un exmiembro del Unión Nacional Flamenca, un partido que colaboró con los nazis en la Segunda Guerra Mundial.
Después del referéndum de independencia de Cataluña de 2017, Francken se mostró dispuesto a que los catalanes independentistas, incluido Carles Puigdemont, pudieran solicitar asilo en Bélgica. Tras ello, el primer ministro Charles Michel lo instó a «no echar más leña al fuego», al peligrar las relaciones con España.